# 黄石镇 (莆田市)
黄石镇（/ŋ̍˩˩ ŋiau˩˧/）是中国福建省莆田市荔城区下辖的一个镇。
黄石镇原属莆田县管辖。1984年12月，黄石公社改为黄石镇。2002年2月1日，莆田县撤销，黄石镇归荔城区管辖。

## 行政区划
黄石镇共辖2个居委会、36个村委会：
黄石社区、常溪社区、沙坂村、水南村、澄瀛村、井后村、和平村、横塘村、七境村、瑶台村、凤山村、定庄村、沙堤村、天马村、惠上村、惠下村、屏山村、斗南村、东山村、东源村、东埭村、金山村、徐厝村、东甲村、遮浪村、海滨村、江东村、华东村、华中村、华堤村、桥兜村、下埭村、下江头村、西利村、西洪村、清中村、清后村和清前村。

## 旅游
位于黄石镇江东村的浦口宫是一座纪念梅妃的宫宇，江东村也被认为是梅妃故里。2001年1月，浦口宫被福建省人民政府列为第五批省级文物保护单位。